# Castanopsis
Castanopsis es un género de árboles perennes de la familia Fagaceae. Son cerca de 120 especies, nativas del este tropical y subtropical de Asia. Un total de 58 especies son nativas de China, de las cuales 30 son endémicas; las otras especies están más al sur, de Indochina a Indonesia, y también en Japón. Muchas especies se usan para madera, y sus nueces de muchas son comestibles.
Castanopsis comprende 393 especies descritas y de estas, solo 140 aceptadas.

## Taxonomía
El género fue descrito por (D.Don) Spach y publicado en Histoire Naturelle des Végétaux. Phanérogames 11: 142, 185. 1841. La especie tipo es: Castanopsis armata (Roxb.) Spach 

## Especies
(Según Kew)
- Castanopsis acuminatissima (Blume) A.DC. (1863)
- Castanopsis amabilis W.C.Cheng & C.S.Chao (1963)
- Castanopsis annamensis Hickel & A.Camus (1921 publ. 1922)
- Castanopsis argentea (Blume) A.DC. (1863)
- Castanopsis argyrophylla King ex Hook.f. (1888)
- Castanopsis arietina Hickel & A.Camus (1923)
- Castanopsis armata (Roxb.) Spach (1842)
- Castanopsis birmanica A.Camus (1931)
- Castanopsis boisii Hickel & A.Camus (1921 publ. 1922)
- Castanopsis borneensis King (1889)
- Castanopsis brevispinula Hickel & A.Camus (1921 publ. 1922)
- Castanopsis buruana Miq. (1863)
- Castanopsis calathiformis (Skan) Rehder & E.H.Wilson (1916)
- Castanopsis cambodiana A.Chev. (1923)
- Castanopsis carlesii (Hemsl.) Hayata (1917)
- Castanopsis castanicarpa (Roxb.) Spach (1842)
- Castanopsis catappifolia King ex Hook.f. (1888)
- Castanopsis cavaleriei H.Lév. (1913)
- Castanopsis ceratacantha Rehder & E.H.Wilson (1916)
- Castanopsis cerebrina (Hickel & A.Camus) Barnett (1944)
- Castanopsis chapaensis Luong (1965)
- Castanopsis chevalieri Hickel & A.Camus (1921 publ. 1922)
- Castanopsis chinensis (Spreng.) Hance, J. Linn. Soc. (1869)
- Castanopsis choboensis Hickel & A.Camus (1928)
- Castanopsis chunii W.C.Cheng (1963)
- Castanopsis clarkei King ex Hook.f. (1888)
- Castanopsis clemensii Soepadmo (1968)
- Castanopsis concinna (Champ. ex Benth.) A.DC. (1863)
- Castanopsis costata (Blume) A.DC. (1863)
- Castanopsis crassifolia Hickel & A.Camus (1928)
- Castanopsis cryptoneuron (H.Lév.) A.Camus, Chataigniers (1928)
- Castanopsis curtisii King (1889)
- Castanopsis cuspidata (Thunb.) Schottky (1912)
- Castanopsis delavayi Franch. (1899)
- Castanopsis densinervia Soepadmo (1968)
- Castanopsis densispinosa Y.C.Hsu & H.Wei Jen (1975)
- Castanopsis diversifolia (Kurz) King ex Hook.f. (1888)
- Castanopsis dongchoensis Hickel & A.Camus (1928)
- Castanopsis echinocarpa Miq. (1863)
- Castanopsis echinophora A.Camus (1938)
- Castanopsis endertii Hatus. ex Soepadmo (1968)
- Castanopsis evansii Elmer (1913)
- Castanopsis eyrei (Champ. ex Benth.) Hutch., J. Linn. Soc. (1904)
- Castanopsis faberi Hance (1884)
- Castanopsis fargesii Franch. (1899)
- Castanopsis ferox (Roxb.) Spach (1842)
- Castanopsis fissa (Champ. ex Benth.) Rehder & E.H.Wilson (1916)
- Castanopsis fleuryi Hickel & A.Camus (1921 publ. 1922)
- Castanopsis fordii Hance (1884)
- Castanopsis formosana (Skan) Hayata (1913)
- Castanopsis foxworthyi Schottky (1913)
- Castanopsis fulva Gamble (1914)
- Castanopsis gamblei Hickel & A.Camus (1923)
- Castanopsis glabra Merr., Philipp. J. Sci. (1914 publ. 1915)
- Castanopsis glabrifolia J.Q.Li & Li Chen (2011)
- Castanopsis griffithii A.Camus, Chataigniers (1929)
- Castanopsis guinieri A.Camus (1938)
- Castanopsis hainanensis Merr. (1922)
- Castanopsis harmandii Hickel & A.Camus (1921 publ. 1922)
- Castanopsis hsiensiui J.Q.Li & Li Chen (2011)
- Castanopsis hupehensis C.S.Chao (1963)
- Castanopsis hypophoenicea (Seemen) Soepadmo (1968)
- Castanopsis indica (Roxb. ex Lindl.) A.DC. (1863)
- Castanopsis inermis (Lindl.) Benth. & Hook.f. (1880)
- Castanopsis javanica (Blume) A.DC. (1863)
- Castanopsis jianfenglingensis Duanmu (1963)
- Castanopsis jinpingensis J.Q.Li & Li Chen (2010)
- Castanopsis johorensis Soepadmo (1968)
- Castanopsis jucunda Hance (1884)
- Castanopsis kawakamii Hayata (1911)
- Castanopsis kweichowensis Hu, Bull. Fan Mem. Inst. Biol., n.s. (1949)
- Castanopsis lamontii Hance (1875)
- Castanopsis lanceifolia (Oerst.) Hickel & A.Camus (1922)
- Castanopsis lecomtei Hickel & A.Camus (1921 publ. 1922)
- Castanopsis longipes A.Camus (1935)
- Castanopsis longipetiolata Hickel & A.Camus (1926)
- Castanopsis longispina (King ex Hook.f.) C.C.Huang & Y.T.Zhang (1992)
- Castanopsis lucida (Nees) Soepadmo (1968)
- Castanopsis malaccensis Gamble (1913)
- Castanopsis malipoensis C.C.Huang ex J.Q.Li & Li Chen (2010)
- Castanopsis megacarpa Gamble (1914)
- Castanopsis mekongensis A.Camus (1938 publ. 1939)
- Castanopsis microphylla Soepadmo (1968)
- Castanopsis motleyana King (1889)
- Castanopsis namdinhensis Hickel & A.Camus (1921 publ. 1922)
- Castanopsis neocavaleriei A.Camus (1929)
- Castanopsis nephelioides King ex Hook.f. (1888)
- Castanopsis nhatrangensis Hickel & A.Camus (1923)
- Castanopsis ninhhoensis Hickel & A.Camus (1926)
- Castanopsis oblonga Y.C.Hsu & H.Wei Jen (1975)
- Castanopsis oligoneura Soepadmo (1968)
- Castanopsis orthacantha Franch. (1899)
- Castanopsis ouonbiensis Hickel & A.Camus (1921 publ. 1922)
- Castanopsis oviformis Soepadmo (1968)
- Castanopsis paucispina Soepadmo (1968)
- Castanopsis pedunculata Soepadmo (1968)
- Castanopsis philipensis (Blanco) Vidal (1886)
- Castanopsis phuthoensis Luong (1965)
- Castanopsis pierrei Hance (1875)
- Castanopsis piriformis Hickel & A.Camus (1921 publ. 1922)
- Castanopsis platyacantha Rehder & E.H.Wilson (1916)
- Castanopsis poilanei Hickel & A.Camus (1921 publ. 1922)
- Castanopsis pseudohystrix Phengklai, Thai Forest Bull. (2004)
- Castanopsis psilophylla Soepadmo (1968)
- Castanopsis purpurea Barnett (1938)
- Castanopsis purpurella (Miq.) N.P.Balakr. (1983)
- Castanopsis remotidenticulata Hu (1951)
- Castanopsis rhamnifolia (Miq.) A.DC. (1864)
- Castanopsis ridleyi Gamble (1914)
- Castanopsis rockii A.Camus (1929)
- Castanopsis rufotomentosa Hu, Bull. Fan Mem. Inst. Biol., n.s. (1949)
- Castanopsis schefferiana Hance (1878)
- Castanopsis sclerophylla (Lindl. & Paxton) Schottky (1912)
- Castanopsis scortechinii Gamble (1914)
- Castanopsis selangorensis A.Camus (1947)
- Castanopsis semifabri X.M.Chen & B.P.Yu (1991)
- Castanopsis siamensis Duanmu (1963)
- Castanopsis sieboldii (Makino) Hatus. (1971)
- Castanopsis symmetricupulata Luong (1965)
- Castanopsis tcheponensis Hickel & A.Camus (1928)
- Castanopsis tessellata Hickel & A.Camus (1921 publ. 1922)
- Castanopsis thaiensis Phengklai, Thai Forest Bull. (2004)
- Castanopsis tibetana Hance (1875)
- Castanopsis tonkinensis Seemen (1897)
- Castanopsis torulosa Hickel & A.Camus (1923)
- Castanopsis touranensis Hickel & A.Camus (1926)
- Castanopsis tranninhensis Hickel & A.Camus (1921 publ. 1922)
- Castanopsis tribuloides (Sm.) A.DC. (1863)
- Castanopsis trinervis (H.Lév.) A.Camus (1929)
- Castanopsis tungurrut (Blume) A.DC. (1863)
- Castanopsis undulatifolia G.A.Fu (1994)
- Castanopsis wallichii King ex Hook.f. (1888)
- Castanopsis wattii (King ex Hook.f.) A.Camus, Chataigniers, Texte: 270, 421 (1929)
- Castanopsis wenchangensis G.A.Fu & C.C.Huang (1989)
- Castanopsis wilsonii Hickel & A.Camus (1926)
- Castanopsis xichouensis C.C.Huang & Y.T.Chang (1990)